# Candidature en 2024 des députés français de la XVIe législature

Cette page présente la liste des candidatures en 2024 des députés français de la XVIe législature de la Cinquième République et d'une éventuelle candidature à leur réélection lors des élections législatives des 30 juin et 7 juillet 2024, convoquées de manière anticipée par la dissolution de l'Assemblée nationale, décidée par le Président de la République Emmanuel Macron le 9 juin 2024, à la suite de la défaite de la majorité présidentielle aux élections européennes. Les députés en fonction sont présentés au moment du scrutin et de la fin de la mandature. L'année indiquée est celle de leur première élection à l'Assemblée nationale, les mandats pouvant cependant ne pas avoir été continus.

## Liste des députés ne se représentant pas
Au sein du groupe La France insoumise - Nouvelle Union populaire écologique et sociale
1. Adrien Quatennens, député de la première circonscription du Nord (LFI)[1]

Au sein du groupe Renaissance
1. Éric Alauzet, député de la deuxième circonscription du Doubs (RE-TdP)[2]
2. Christine Decodts, députée de la treizième circonscription du Nord (RE)
3. Olivier Dussopt, député de la deuxième circonscription de l'Ardèche (RE-TdP)[3]
4. Philippe Emmanuel, député de la dixième circonscription des Yvelines (RE), suppléant d'Aurore Bergé
5. Joël Giraud, député de la deuxième circonscription des Hautes-Alpes (PRV)[4]
6. Carole Grandjean, députée de la première circonscription de Meurthe-et-Moselle (RE)
7. Yannick Haury, député de la neuvième circonscription de la Loire-Atlantique (RE)[5]
8. Alexandre Holroyd, député de la troisième circonscription des Français établis hors de France (RE)[6]
9. Fabrice Le Vigoureux, député de la première circonscription du Calvados (RE)[7]
10. Jean-François Lovisolo, député de la cinquième circonscription de Vaucluse (RE)[8]
11. Jacqueline Maquet, députée de la deuxième circonscription du Pas-de-Calais (RE)[9]
12. Véronique de Montchalin, députée de la première circonscription d'Eure-et-Loir (RE), suppléante de Guillaume Kasbarian
13. Emmanuel Pellerin, député de la neuvième circonscription des Hauts-de-Seine (RE)
14. Patrice Perrot, député de la deuxième circonscription de la Nièvre (TdP)[10]

Au sein du groupe démocrate, MoDem et indépendants
1. Philippe Berta, député de la sixième circonscription du Gard (MoDem)[11]
2. Jean-Louis Bourlanges, député de la douzième circonscription des Hauts-de-Seine (MoDem)[12]
3. Vincent Bru, député de la sixième circonscription des Pyrénées-Atlantiques (MoDem)[13]

Au sein du groupe Libertés, indépendants, outre-mer et territoires
1. Guy Bricout, député de la dix-huitième circonscription du Nord (UDI)[14]
2. Béatrice Descamps, députée de la vingt et unième circonscription du Nord (UDI-PRV)[15]

Au sein du groupe Horizons et indépendants
1. Luc Lamirault, député de la troisième circonscription d'Eure-et-Loir (HOR)[16]

Au sein du groupe Les Républicains
1. Marc Le Fur, député de la troisième circonscription des Côtes-d'Armor (LR)[17]
2. Isabelle Valentin, députée de la première circonscription de la Haute-Loire (LR)

Au sein du groupe Rassemblement national
1. Thibaut François, député de la dix-septième circonscription du Nord (RN)[18]

Au sein des députés non-inscrits
1. Julien Bayou, député de la cinquième circonscription de Paris (ex-EÉLV)[19]
2. Hubert Julien-Laferrière, député de la deuxième circonscription du Rhône (ex-GÉ)[20]

## Liste des députés
| Nom                            | Parti | Parti       | Circonscription                        | Première élection | Se représente    | Réélu ? |
| ------------------------------ | ----- | ----------- | -------------------------------------- | ----------------- | ---------------- | ------- |
| Damien Abad                    |       | LR          | Ain (5e)                               | 2012              | oui              | non     |
| Caroline Abadie                |       | RE          | Isère (8e)                             | 2017              | oui              | non     |
| Nadège Abomangoli              |       | LFI         | Seine-Saint-Denis (10e)                | 2022              | oui              | oui     |
| Jean-Félix Acquaviva           |       | FaC         | Haute-Corse (2e)                       | 2017              | oui              | non     |
| Damien Adam                    |       | RE          | Seine-Maritime (1re)                   | 2017              | oui              | non     |
| Éric Alauzet                   |       | RE          | Doubs (2e)                             | 2012              | non              | -       |
| Xavier Albertini               |       | HOR         | Marne (1re)                            | 2022              | oui              | oui     |
| Laurent Alexandre              |       | LFI         | Aveyron (2e)                           | 2022              | oui              | oui     |
| Henri Alfandari                |       | HOR         | Indre-et-Loire (3e)                    | 2022              | oui              | oui     |
| Franck Allisio                 |       | RN          | Bouches-du-Rhône (12e)                 | 2022              | oui              | oui     |
| Gabriel Amard                  |       | LFI         | Rhône (6e)                             | 2022              | oui              | oui     |
| David Amiel                    |       | RE          | Paris (13e)                            | 2022              | oui              | oui     |
| Ségolène Amiot                 |       | LFI         | Loire-Atlantique (3e)                  | 2022              | oui              | oui     |
| Farida Amrani                  |       | LFI         | Essonne (1re)                          | 2022              | oui              | oui     |
| Pieyre-Alexandre Anglade       |       | RE          | Français établis hors de France (4e)   | 2017              | oui              | oui     |
| Emmanuelle Anthoine            |       | LR          | Drôme (4e)                             | 2017              | oui              | non     |
| Jean-Philippe Ardouin          |       | RE          | Charente-Maritime (3e)                 | 2017              | oui              | non     |
| Rodrigo Arenas                 |       | LFI         | Paris (10e)                            | 2022              | oui              | oui     |
| Antoine Armand                 |       | RE          | Haute-Savoie (2e)                      | 2022              | oui              | oui     |
| Christine Arrighi              |       | EÉLV        | Haute-Garonne (9e)                     | 2022              | oui              | oui     |
| Clémentine Autain              |       | LFI         | Seine-Saint-Denis (11e)                | 2017              | oui              | oui     |
| Bénédicte Auzanot              |       | RN          | Vaucluse (2e)                          | 2022              | oui              | oui     |
| Joël Aviragnet                 |       | PS          | Haute-Garonne (8e)                     | 2014              | oui              | oui     |
| Anne-Laure Babault             |       | MoDem       | Charente-Maritime (2e)                 | 2022              | oui              | non     |
| Erwan Balanant                 |       | MoDem       | Finistère (8e)                         | 2017              | oui              | oui     |
| Philippe Ballard               |       | RN          | Oise (2e)                              | 2022              | oui              | oui     |
| Géraldine Bannier              |       | MoDem       | Mayenne (2e)                           | 2017              | oui              | oui     |
| Christian Baptiste             |       | PPDG        | Guadeloupe (2e)                        | 2022              | oui              | oui     |
| Christophe Barthès             |       | RN          | Aude (1re)                             | 2022              | oui              | oui     |
| Nathalie Bassire               |       | DVD         | La Réunion (3e)                        | 2017              | oui              | non     |
| Quentin Bataillon              |       | RE          | Loire (1re)                            | 2022              | oui              | non     |
| Delphine Batho                 |       | GE          | Deux-Sèvres (2e)                       | 2007              | oui              | oui     |
| Marie-Noëlle Battistel         |       | PS          | Isère (4e)                             | 2010              | oui              | oui     |
| Xavier Batut                   |       | HOR         | Seine-Maritime (10e)                   | 2017              | oui              | non     |
| Romain Baubry                  |       | RN          | Bouches-du-Rhône (15e)                 | 2022              | oui              | oui     |
| Julien Bayou                   |       | EÉLV        | Paris (5e)                             | 2022              | non              | -       |
| Thibault Bazin                 |       | LR          | Meurthe-et-Moselle (4e)                | 2017              | oui              | oui     |
| Valérie Bazin-Malgras          |       | LR          | Aube (2e)                              | 2017              | oui              | oui     |
| Clément Beaune                 |       | RE          | Paris (7e)                             | 2022              | oui              | non     |
| José Beaurain                  |       | RN          | Aisne (4e)                             | 2022              | oui              | oui     |
| Olivier Becht                  |       | RE          | Haut-Rhin (5e)                         | 2017              | oui              | oui     |
| Belkhir Belhaddad              |       | RE          | Moselle (1re)                          | 2017              | oui              | oui     |
| Mounir Belhamiti               |       | RE          | Loire-Atlantique (1re)                 | 2018              | oui              | non     |
| Béatrice Bellamy               |       | HOR         | Vendée (2e)                            | 2022              | oui              | oui     |
| Lisa Belluco                   |       | EÉLV        | Vienne (1re)                           | 2022              | oui              | oui     |
| Édouard Bénard                 |       | PCF         | Seine-Maritime (3e)                    | 2024              | oui              | oui     |
| Karim Ben Cheïkh               |       | G.s         | Français établis hors de France (9e)   | 2022              | oui              | oui     |
| Thierry Benoît                 |       | HOR         | Ille-et-Vilaine (6e)                   | 2007              | oui              | oui     |
| Christophe Bentz               |       | RN          | Haute-Marne (1re)                      | 2022              | oui              | oui     |
| Fanta Berete                   |       | RE          | Paris (12e)                            | 2022              | oui (suppléante) | oui     |
| Anne Bergantz                  |       | MoDem       | Yvelines (2e)                          | 2022              | oui (suppléante) | oui     |
| Denis Bernaert                 |       | HOR         | Yvelines (4e)                          | 2024              | oui (suppléant)  | oui     |
| Ugo Bernalicis                 |       | LFI         | Nord (2e)                              | 2017              | oui              | oui     |
| Philippe Berta                 |       | MoDem       | Gard (6e)                              | 2017              | non              | -       |
| Pierrick Berteloot             |       | RN          | Nord (15e)                             | 2022              | oui              | non     |
| Véronique Besse                |       | DVD         | Vendée (4e)                            | 2005              | oui              | oui     |
| Christophe Bex                 |       | LFI         | Haute-Garonne (7e)                     | 2022              | oui              | oui     |
| Bruno Bilde                    |       | RN          | Pas-de-Calais (12e)                    | 2017              | oui              | oui     |
| Carlos Martens Bilongo         |       | LFI         | Val-d'Oise (8e)                        | 2022              | oui              | oui     |
| Emmanuel Blairy                |       | RN          | Pas-de-Calais (1re)                    | 2022              | oui              | oui     |
| Sophie Blanc                   |       | RN          | Pyrénées-Orientales (1re)              | 2022              | oui              | oui     |
| Christophe Blanchet            |       | RE          | Calvados (4e)                          | 2017              | oui              | oui     |
| Anne-Laure Blin                |       | LR          | Maine-et-Loire (3e)                    | 2020              | oui              | oui     |
| Frédéric Boccaletti            |       | RN          | Var (7e)                               | 2022              | oui              | oui     |
| Philippe Bolo                  |       | MoDem       | Maine-et-Loire (7e)                    | 2017              | oui              | oui     |
| Manuel Bompard                 |       | LFI         | Bouches-du-Rhône (4e)                  | 2022              | oui              | oui     |
| Sylvie Bonnet                  |       | LR          | Loire (4e)                             | 2023              | oui              | oui     |
| Émilie Bonnivard               |       | LR          | Savoie (3e)                            | 2017              | oui              | oui     |
| Jean-Yves Bony                 |       | LR          | Cantal (2e)                            | 2017              | oui              | oui     |
| Benoît Bordat                  |       | RE          | Côte-d'Or (2e)                         | 2022              | oui              | non     |
| Pascale Bordes                 |       | RN          | Gard (3e)                              | 2022              | oui              | oui     |
| Élisabeth Borne                |       | RE          | Calvados (6e)                          | 2022              | oui              | oui     |
| Éric Bothorel                  |       | RE          | Côtes-d'Armor (5e)                     | 2017              | oui              | oui     |
| Ian Boucard                    |       | LR          | Territoire de Belfort (1re)            | 2017              | oui              | oui     |
| Florent Boudié                 |       | RE          | Gironde (10e)                          | 2012              | oui              | oui     |
| Chantal Bouloux                |       | RE          | Côtes-d'Armor (2e)                     | 2022              | oui (suppléante) | oui     |
| Mickaël Bouloux                |       | PS          | Ille-et-Vilaine (8e)                   | 2022              | oui              | oui     |
| Idir Boumertit                 |       | LFI         | Rhône (14e)                            | 2022              | oui              | oui     |
| Jean-Luc Bourgeaux             |       | DVD         | Ille-et-Vilaine (7e)                   | 2020              | oui              | oui     |
| Jean-Louis Bourlanges          |       | MoDem       | Hauts-de-Seine (12e)                   | 2017              | non              | -       |
| Soumya Bourouaha               |       | PCF         | Seine-Saint-Denis (4e)                 | 2022              | oui              | oui     |
| Bertrand Bouyx                 |       | RE          | Calvados (5e)                          | 2017              | oui              | oui     |
| Jorys Bovet                    |       | RN          | Allier (2e)                            | 2022              | oui              | oui     |
| Louis Boyard                   |       | LFI         | Val-de-Marne (3e)                      | 2022              | oui              | oui     |
| Pascale Boyer                  |       | RE          | Hautes-Alpes (1re)                     | 2017              | oui              | non     |
| Yaël Braun-Pivet               |       | RE          | Yvelines (5e)                          | 2017              | oui              | oui     |
| Maud Bregeon                   |       | RE          | Hauts-de-Seine (13e)                   | 2022              | oui              | oui     |
| Xavier Breton                  |       | LR          | Ain (1re)                              | 2007              | oui              | oui     |
| Guy Bricout                    |       | UDI         | Nord (18e)                             | 2017              | non              | -       |
| Jean-Louis Bricout             |       | DVG         | Aisne (3e)                             | 2012              | oui              | non     |
| Hubert Brigand                 |       | LR          | Côte-d'Or (4e)                         | 2022              | oui              | oui     |
| Blandine Brocard               |       | MoDem       | Rhône (5e)                             | 2017              | oui              | oui     |
| Anthony Brosse                 |       | RE          | Loiret (5e)                            | 2022              | oui              | oui     |
| Vincent Bru                    |       | MoDem       | Pyrénées-Atlantiques (6e)              | 2017              | non              | -       |
| Anne Brugnera                  |       | RE          | Rhône (4e)                             | 2017              | oui              | non     |
| Danielle Brulebois             |       | RE          | Jura (1re)                             | 2017              | oui              | oui     |
| Fabrice Brun                   |       | LR          | Ardèche (3e)                           | 2017              | oui              | oui     |
| Philippe Brun                  |       | PS          | Eure (4e)                              | 2022              | oui              | oui     |
| Stéphane Buchou                |       | RE          | Vendée (3e)                            | 2017              | oui              | oui     |
| Françoise Buffet               |       | DVC         | Bas-Rhin (4e)                          | 2022              | oui              | oui     |
| Jérôme Buisson                 |       | RN          | Ain (4e)                               | 2022              | oui              | oui     |
| Frédéric Cabrolier             |       | RN          | Tarn (1re)                             | 2022              | oui              | non     |
| Élie Califer                   |       | PS          | Guadeloupe (4e)                        | 2022              | oui              | oui     |
| Céline Calvez                  |       | RE          | Hauts-de-Seine (5e)                    | 2017              | oui              | oui     |
| Éléonore Caroit                |       | RE          | Français établis hors de France (2e)   | 2022              | oui              | oui     |
| Aymeric Caron                  |       | REV         | Paris (18e)                            | 2022              | oui              | oui     |
| Sylvain Carrière               |       | LFI         | Hérault (8e)                           | 2022              | oui              | oui     |
| Michel Castellani              |       | FaC         | Haute-Corse (1re)                      | 2017              | oui              | oui     |
| Jean-Victor Castor             |       | MDES        | Guyane (1re)                           | 2022              | oui              | oui     |
| Victor Catteau                 |       | RN          | Nord (5e)                              | 2022              | oui              | non     |
| Lionel Causse                  |       | RE          | Landes (2e)                            | 2017              | oui              | oui     |
| Jean-René Cazeneuve            |       | RE          | Gers (1re)                             | 2017              | oui              | oui     |
| Pierre Cazeneuve               |       | RE          | Hauts-de-Seine (7e)                    | 2022              | oui              | oui     |
| Steve Chailloux                |       | Tavini      | Polynésie française (2e)               | 2022              | oui              | non     |
| Émilie Chandler                |       | RE          | Val-d'Oise (1re)                       | 2022              | oui              | non     |
| André Chassaigne               |       | PCF         | Puy-de-Dôme (5e)                       | 2002              | oui              | oui     |
| Cyrielle Chatelain             |       | EÉLV        | Isère (2e)                             | 2022              | oui              | oui     |
| Florian Chauche                |       | LFI         | Territoire de Belfort (2e)             | 2022              | oui              | non     |
| Yannick Chenevard              |       | DVC         | Var (1re)                              | 2022              | oui              | oui     |
| Sébastien Chenu                |       | RN          | Nord (19e)                             | 2017              | oui              | oui     |
| Sophia Chikirou                |       | LFI         | Paris (6e)                             | 2022              | oui              | oui     |
| Paul Christophe                |       | HOR         | Nord (14e)                             | 2017              | oui              | oui     |
| Roger Chudeau                  |       | RN          | Loir-et-Cher (2e)                      | 2022              | oui              | oui     |
| Éric Ciotti                    |       | LR          | Alpes-Maritimes (1re)                  | 2007              | oui              | oui     |
| Mireille Clapot                |       | RE          | Drôme (1re)                            | 2017              | oui              | non     |
| Hadrien Clouet                 |       | LFI         | Haute-Garonne (1re)                    | 2022              | oui              | oui     |
| Fabienne Colboc                |       | RE          | Indre-et-Loire (4e)                    | 2017              | oui              | non     |
| Claire Colomb-Pitollat         |       | RE          | Bouches-du-Rhône (2e)                  | 2017              | oui              | non     |
| Paul-André Colombani           |       | PNC         | Corse-du-Sud (2e)                      | 2017              | oui              | oui     |
| Caroline Colombier             |       | RN          | Charente (3e)                          | 2022              | oui              | oui     |
| Éric Coquerel                  |       | LFI         | Seine-Saint-Denis (1re)                | 2017              | oui              | oui     |
| Alexis Corbière                |       | LFI         | Seine-Saint-Denis (7e)                 | 2017              | oui              | oui     |
| Pierre Cordier                 |       | LR          | Ardennes (2e)                          | 2017              | oui              | oui     |
| François Cormier-Bouligeon     |       | RE          | Cher (1re)                             | 2017              | oui              | oui     |
| Josiane Corneloup              |       | LR          | Saône-et-Loire (2e)                    | 2017              | oui              | oui     |
| Mickaël Cosson                 |       | MoDem       | Côtes-d'Armor (1re)                    | 2022              | oui              | oui     |
| Bérangère Couillard            |       | RE          | Gironde (7e)                           | 2017              | oui              | non     |
| Jean-François Coulomme         |       | LFI         | Savoie (4e)                            | 2022              | oui              | oui     |
| Charles de Courson             |       | LC          | Marne (5e)                             | 1993              | oui              | oui     |
| Annick Cousin                  |       | RN          | Lot-et-Garonne (3e)                    | 2022              | oui              | non     |
| Catherine Couturier            |       | LFI         | Creuse (1re)                           | 2022              | oui              | non     |
| Laurence Cristol               |       | RE          | Hérault (3e)                           | 2022              | oui              | non     |
| Laurent Croizier               |       | MoDem       | Doubs (1re)                            | 2022              | oui              | oui     |
| Jean-Pierre Cubertafon         |       | MoDem       | Dordogne (3e)                          | 2017              | oui              | non     |
| Christelle D'Intorni           |       | LR          | Alpes-Maritimes (5e)                   | 2022              | oui              | oui     |
| Nathalie Da Conceicao Carvalho |       | RN          | Essonne (2e)                           | 2022              | oui              | oui     |
| Dominique Da Silva             |       | RE          | Val-d'Oise (7e)                        | 2017              | oui              | non     |
| Marie-Christine Dalloz         |       | LR          | Jura (2e)                              | 2007              | oui              | oui     |
| Geneviève Darrieussecq         |       | MoDem       | Landes (1re)                           | 2017              | oui              | oui     |
| Romain Daubié                  |       | MoDem       | Ain (2e)                               | 2022              | oui              | oui     |
| Hendrik Davi                   |       | LFI         | Bouches-du-Rhône (5e)                  | 2022              | oui              | oui     |
| Alain David                    |       | PS          | Gironde (4e)                           | 2017              | oui              | oui     |
| Christine Decodts              |       | RE          | Nord (13e)                             | 2022              | non              | -       |
| Arthur Delaporte               |       | PS          | Calvados (2e)                          | 2022              | oui              | oui     |
| Stéphane Delautrette           |       | PS          | Haute-Vienne (2e)                      | 2022              | oui              | oui     |
| Sébastien Delogu               |       | LFI         | Bouches-du-Rhône (7e)                  | 2022              | oui              | oui     |
| Julie Delpech                  |       | RE          | Sarthe (1re)                           | 2022              | oui              | oui     |
| Béatrice Descamps              |       | PRV         | Nord (21e)                             | 2017              | non              | -       |
| Vincent Descœur                |       | LR          | Cantal (1re)                           | 2017              | oui              | oui     |
| Frédéric Descrozaille          |       | RE          | Val-de-Marne (1re)                     | 2017              | oui              | non     |
| Mathilde Desjonquères          |       | MoDem       | Loir-et-Cher (1re)                     | 2022              | oui (suppléante) | oui     |
| Jocelyn Dessigny               |       | RN          | Aisne (5e)                             | 2022              | oui              | oui     |
| Pierre Dharréville             |       | PCF         | Bouches-du-Rhône (13e)                 | 2017              | oui              | non     |
| Fabien Di Filippo              |       | LR          | Moselle (4e)                           | 2017              | oui              | oui     |
| Edwige Diaz                    |       | RN          | Gironde (11e)                          | 2022              | oui              | oui     |
| Benjamin Dirx                  |       | RE          | Saône-et-Loire (1re)                   | 2017              | oui              | oui     |
| Julien Dive                    |       | LR          | Aisne (2e)                             | 2016              | oui              | oui     |
| Sandrine Dogor-Such            |       | RN          | Pyrénées-Orientales (3e)               | 2022              | oui              | oui     |
| Ingrid Dordain                 |       | EC          | Somme (2e)                             | 2023              | oui              | non     |
| Nicolas Dragon                 |       | RN          | Aisne (1re)                            | 2022              | oui              | oui     |
| Francis Dubois                 |       | LR          | Corrèze (1re)                          | 2022              | oui              | non     |
| Nicole Dubré-Chirat            |       | RE          | Maine-et-Loire (6e)                    | 2017              | oui              | oui     |
| Virginie Duby-Muller           |       | LR          | Haute-Savoie (4e)                      | 2012              | oui              | oui     |
| Alma Dufour                    |       | LFI         | Seine-Maritime (4e)                    | 2022              | oui              | oui     |
| Pierre-Henri Dumont            |       | LR          | Pas-de-Calais (7e)                     | 2017              | oui              | non     |
| Philippe Dunoyer               |       | CE          | Nouvelle-Calédonie (1re)               | 2017              | oui              | non     |
| Nicolas Dupont-Aignan          |       | DLF         | Essonne (8e)                           | 1997              | oui              | non     |
| Stella Dupont                  |       | RE          | Maine-et-Loire (2e)                    | 2017              | oui              | oui     |
| Olivier Dussopt                |       | RE          | Ardèche (2e)                           | 2007              | non              | -       |
| Iñaki Echaniz                  |       | PS          | Pyrénées-Atlantiques (4e)              | 2022              | oui              | oui     |
| Philippe Emmanuel              |       | RE          | Yvelines (10e)                         | 2023              | non              | -       |
| Christine Engrand              |       | RN          | Pas-de-Calais (6e)                     | 2022              | oui              | oui     |
| Karen Erodi                    |       | LFI         | Tarn (2e)                              | 2022              | oui              | oui     |
| Sophie Errante                 |       | RE          | Loire-Atlantique (10e)                 | 2012              | oui              | oui     |
| Laurent Esquenet-Goxes         |       | MoDem       | Haute-Garonne (10e)                    | 2022              | oui (suppléant)  | non     |
| Martine Étienne                |       | LFI         | Meurthe-et-Moselle (3e)                | 2022              | oui              | non     |
| Philippe Fait                  |       | HOR         | Pas-de-Calais (4e)                     | 2022              | oui              | oui     |
| Frédéric Falcon                |       | RN          | Aude (2e)                              | 2022              | oui              | oui     |
| Olivier Falorni                |       | DVG         | Charente-Maritime (1re)                | 2012              | oui              | oui     |
| Elsa Faucillon                 |       | PCF         | Hauts-de-Seine (1re)                   | 2017              | oui              | oui     |
| Olivier Faure                  |       | PS          | Seine-et-Marne (11e)                   | 2012              | oui              | oui     |
| Yannick Favennec-Bécot         |       | DVD         | Mayenne (3e)                           | 2002              | oui              | oui     |
| Emmanuel Fernandes             |       | LFI         | Bas-Rhin (2e)                          | 2022              | oui              | oui     |
| Marc Ferracci                  |       | RE          | Français établis hors de France (6e)   | 2022              | oui              | oui     |
| Sylvie Ferrer                  |       | LFI         | Hautes-Pyrénées (1re)                  | 2022              | oui              | oui     |
| Caroline Fiat                  |       | LFI         | Meurthe-et-Moselle (6e)                | 2017              | oui              | non     |
| Jean-Marie Fiévet              |       | RE          | Deux-Sèvres (3e)                       | 2017              | oui              | oui     |
| Agnès Firmin-Le Bodo           |       | HOR         | Seine-Maritime (7e)                    | 2017              | oui              | oui     |
| Estelle Folest                 |       | DVG         | Val-d'Oise (6e)                        | 2022              | oui              | non     |
| Nicolas Forissier              |       | LR          | Indre (2e)                             | 1993              | oui              | oui     |
| Grégoire de Fournas            |       | RN          | Gironde (5e)                           | 2022              | oui              | non     |
| Charles Fournier               |       | EÉLV        | Indre-et-Loire (1re)                   | 2022              | oui              | oui     |
| Thibaut François               |       | RN          | Nord (17e)                             | 2022              | non              | -       |
| Thierry Frappé                 |       | RN          | Pas-de-Calais (10e)                    | 2022              | oui              | oui     |
| Philippe Frei                  |       | RE          | Côte-d'Or (3e)                         | 2023              | oui              | non     |
| Martine Froger                 |       | PS          | Ariège (1re)                           | 2023              | oui              | oui     |
| Bruno Fuchs                    |       | MoDem       | Haut-Rhin (6e)                         | 2017              | oui              | oui     |
| Jean-Luc Fugit                 |       | RE          | Rhône (11e)                            | 2017              | oui              | oui     |
| Perceval Gaillard              |       | LFI         | La Réunion (7e)                        | 2022              | oui              | oui     |
| Stéphanie Galzy                |       | RN          | Hérault (5e)                           | 2022              | oui              | oui     |
| Marie-Charlotte Garin          |       | EÉLV        | Rhône (3e)                             | 2022              | oui              | oui     |
| Guillaume Garot                |       | PS          | Mayenne (1re)                          | 2007              | oui              | oui     |
| Raquel Garrido                 |       | LFI         | Seine-Saint-Denis (5e)                 | 2022              | oui              | non     |
| Thomas Gassilloud              |       | RE          | Rhône (10e)                            | 2017              | oui              | oui     |
| Maud Gatel                     |       | MoDem       | Paris (11e)                            | 2021              | oui              | non     |
| Jean-Jacques Gaultier          |       | LR          | Vosges (4e)                            | 2002              | oui              | non     |
| Luc Geismar                    |       | MoDem       | Loire-Atlantique (5e)                  | 2020              | oui              | oui     |
| Anne Genetet                   |       | RE          | Français établis hors de France (11e)  | 2017              | oui              | oui     |
| Annie Genevard                 |       | LR          | Doubs (5e)                             | 2012              | oui              | oui     |
| Félicie Gérard                 |       | HOR         | Nord (7e)                              | 2022              | oui              | oui     |
| Raphaël Gérard                 |       | RE          | Charente-Maritime (4e)                 | 2017              | oui              | non     |
| François Gernigon              |       | HOR         | Maine-et-Loire (1re)                   | 2022              | oui              | oui     |
| Hadrien Ghomi                  |       | RE          | Seine-et-Marne (8e)                    | 2022              | oui              | non     |
| Frank Giletti                  |       | RN          | Var (6e)                               | 2022              | oui              | oui     |
| Yoann Gillet                   |       | RN          | Gard (1re)                             | 2022              | oui              | oui     |
| Christian Girard               |       | RN          | Alpes-de-Haute-Provence (1re)          | 2022              | oui              | oui     |
| Éric Girardin                  |       | RE          | Marne (3e)                             | 2017              | oui              | non     |
| Joël Giraud                    |       | PRV         | Hautes-Alpes (2e)                      | 2002              | non              | -       |
| Olga Givernet                  |       | RE          | Ain (3e)                               | 2017              | oui              | oui     |
| José Gonzalez                  |       | RN          | Bouches-du-Rhône (10e)                 | 2022              | oui              | oui     |
| Philippe Gosselin              |       | LR          | Manche (1re)                           | 2007              | oui              | oui     |
| Guillaume Gouffier Valente     |       | RE          | Val-de-Marne (6e)                      | 2017              | oui              | oui     |
| Florence Goulet                |       | RN          | Meuse (2e)                             | 2022              | oui              | oui     |
| Perrine Goulet                 |       | MoDem       | Nièvre (1re)                           | 2017              | oui              | oui     |
| Carole Grandjean               |       | RE          | Meurthe-et-Moselle (1re)               | 2017              | non              | -       |
| Géraldine Grangier             |       | RN          | Doubs (4e)                             | 2022              | oui              | oui     |
| Jean-Carles Grelier            |       | RE          | Sarthe (5e)                            | 2017              | oui              | oui     |
| Daniel Grenon                  |       | RN          | Yonne (1re)                            | 2022              | oui              | oui     |
| Justine Gruet                  |       | LR          | Jura (3e)                              | 2022              | oui              | oui     |
| Jérôme Guedj                   |       | PS          | Essonne (6e)                           | 2012              | oui              | oui     |
| Clémence Guetté                |       | LFI         | Val-de-Marne (2e)                      | 2022              | oui              | oui     |
| Claire Guichard                |       | RE          | Hauts-de-Seine (10e)                   | 2022              | oui (suppléante) | oui     |
| Michel Guiniot                 |       | RN          | Oise (6e)                              | 2022              | oui              | oui     |
| David Guiraud                  |       | LFI         | Nord (8e)                              | 2022              | oui              | oui     |
| Jordan Guitton                 |       | RN          | Aube (1re)                             | 2022              | oui              | oui     |
| Frantz Gumbs                   |       | RE          | Saint-Barthélémy et Saint-Martin (1re) | 2022              | oui              | oui     |
| Victor Habert-Dassault         |       | LR          | Oise (1re)                             | 2021              | oui              | non     |
| David Habib                    |       | DVG         | Pyrénées-Atlantiques (3e)              | 2002              | oui              | oui     |
| Meyer Habib                    |       | UDI         | Français établis hors de France (8e)   | 2013              | oui              | non     |
| Benjamin Haddad                |       | RE          | Paris (14e)                            | 2022              | oui              | oui     |
| Nadia Hai                      |       | RE          | Yvelines (7e)                          | 2022              | oui              | non     |
| Johnny Hajjar                  |       | PPM         | Martinique (3e)                        | 2022              | oui              | non     |
| Marine Hamelet                 |       | RN          | Tarn-et-Garonne (2e)                   | 2022              | oui              | oui     |
| Yannick Haury                  |       | RE          | Loire-Atlantique (9e)                  | 2017              | non              | -       |
| Pierre Henriet                 |       | HOR         | Vendée (5e)                            | 2017              | oui              | oui     |
| Michel Herbillon               |       | LR          | Val-de-Marne (8e)                      | 1997              | oui              | oui     |
| Patrick Hetzel                 |       | LR          | Bas-Rhin (7e)                          | 2012              | oui              | oui     |
| Mathilde Hignet                |       | LFI         | Ille-et-Vilaine (4e)                   | 2022              | oui              | oui     |
| Alexandre Holroyd              |       | RE          | Français établis hors de France (3e)   | 2017              | oui (suppléant)  | oui     |
| Sacha Houlié                   |       | RE          | Vienne (2e)                            | 2017              | oui              | oui     |
| Timothée Houssin               |       | RN          | Eure (5e)                              | 2022              | oui              | oui     |
| Éric Husson                    |       | RE          | Essonne (9e)                           | 2024              | oui (suppléant)  | non     |
| Monique Iborra                 |       | RE          | Haute-Garonne (6e)                     | 2007              | oui              | non     |
| Jérémie Iordanoff              |       | EÉLV        | Isère (5e)                             | 2022              | oui              | oui     |
| Cyrille Isaac-Sibille          |       | MoDem       | Rhône (12e)                            | 2017              | oui              | oui     |
| Alexis Izard                   |       | RE          | Essonne (3e)                           | 2022              | oui              | non     |
| Laurent Jacobelli              |       | RN          | Moselle (8e)                           | 2022              | oui              | oui     |
| Jean-Michel Jacques            |       | RE          | Morbihan (6e)                          | 2017              | oui              | oui     |
| Élodie Jacquier-Laforge        |       | MoDem       | Isère (9e)                             | 2017              | oui              | non     |
| Caroline Janvier               |       | RE          | Loiret (2e)                            | 2017              | oui              | non     |
| Catherine Jaouen               |       | RN          | Vaucluse (1re)                         | 2023              | oui              | non     |
| François Jolivet               |       | HOR         | Indre (1re)                            | 2017              | oui              | oui     |
| Alexis Jolly                   |       | RN          | Isère (1re)                            | 2022              | oui              | oui     |
| Sandrine Josso                 |       | MoDem       | Loire-Atlantique (7e)                  | 2017              | oui              | oui     |
| Chantal Jourdan                |       | PS          | Orne (1re)                             | 2020              | oui              | oui     |
| Hubert Julien-Laferrière       |       | DVG         | Rhône (2e)                             | 2017              | non              | -       |
| Sébastien Jumel                |       | PCF         | Seine-Maritime (6e)                    | 2017              | oui              | non     |
| Philippe Juvin                 |       | LR          | Hauts-de-Seine (3e)                    | 2022              | oui              | oui     |
| Emeline K/Bidi                 |       | LP          | La Réunion (4e)                        | 2022              | oui              | oui     |
| Mansour Kamardine              |       | LR          | Mayotte (2e)                           | 2002              | oui              | non     |
| Marietta Karamanli             |       | DVG         | Sarthe (2e)                            | 2007              | oui              | oui     |
| Rachel Keke                    |       | LFI         | Val-de-Marne (7e)                      | 2022              | oui              | non     |
| Fatiha Keloua-Hachi            |       | PS          | Seine-Saint-Denis (8e)                 | 2022              | oui              | oui     |
| Andy Kerbrat                   |       | LFI         | Loire-Atlantique (2e)                  | 2022              | oui              | oui     |
| Loïc Kervran                   |       | HOR         | Cher (3e)                              | 2017              | oui              | oui     |
| Brigitte Klinkert              |       | RE          | Haut-Rhin (1re)                        | 2022              | oui              | oui     |
| Stéphanie Kochert              |       | HOR         | Bas-Rhin (8e)                          | 2022              | oui              | non     |
| Daniel Labaronne               |       | RE          | Indre-et-Loire (2e)                    | 2017              | oui              | oui     |
| Bastien Lachaud                |       | LFI         | Seine-Saint-Denis (6e)                 | 2017              | oui              | oui     |
| Emmanuel Lacresse              |       | RE          | Meurthe-et-Moselle (2e)                | 2022              | oui              | non     |
| Julie Laernoes                 |       | EÉLV        | Loire-Atlantique (4e)                  | 2022              | oui              | oui     |
| Maxime Laisney                 |       | LFI         | Seine-et-Marne (10e)                   | 2022              | oui              | oui     |
| Amal Amélia Lakrafi            |       | RE          | Français établis hors de France (10e)  | 2017              | oui              | oui     |
| Luc Lamirault                  |       | HOR         | Eure-et-Loir (3e)                      | 2021              | non              | -       |
| Virginie Lanlo                 |       | UDI         | Hauts-de-Seine (8e)                    | 2023              | oui (suppléante) | oui     |
| Hélène Laporte                 |       | RN          | Lot-et-Garonne (2e)                    | 2022              | oui              | oui     |
| Mohamed Laqhila                |       | MoDem       | Bouches-du-Rhône (11e)                 | 2017              | oui              | non     |
| Jean-Charles Larsonneur        |       | AC          | Finistère (2e)                         | 2017              | oui              | non     |
| Florence Lasserre              |       | MoDem       | Pyrénées-Atlantiques (5e)              | 2017              | oui              | non     |
| Philippe Latombe               |       | MoDem       | Vendée (1re)                           | 2017              | oui              | oui     |
| Michel Lauzzana                |       | RE          | Lot-et-Garonne (1re)                   | 2017              | oui              | oui     |
| Laure Lavalette                |       | RN          | Var (2e)                               | 2022              | oui              | oui     |
| Pascal Lavergne                |       | RE          | Gironde (12e)                          | 2018              | oui              | non     |
| Sandrine Le Feur               |       | RE          | Finistère (4e)                         | 2017              | oui              | oui     |
| Marc Le Fur                    |       | LR          | Côtes-d'Armor (3e)                     | 1993              | non              | -       |
| Didier Le Gac                  |       | RE          | Finistère (3e)                         | 2017              | oui              | oui     |
| Arnaud Le Gall                 |       | LFI         | Val-d'Oise (9e)                        | 2022              | oui              | oui     |
| Tematai Le Gayic               |       | Tavini      | Polynésie française (1re)              | 2022              | oui              | non     |
| Gilles Le Gendre               |       | RE          | Paris (2e)                             | 2017              | oui              | non     |
| Constance Le Grip              |       | RE          | Hauts-de-Seine (6e)                    | 2017              | oui              | oui     |
| Anne Le Hénanff                |       | HOR         | Morbihan (1re)                         | 2022              | oui              | oui     |
| Annaïg Le Meur                 |       | RE          | Finistère (1re)                        | 2017              | oui              | oui     |
| Christine Le Nabour            |       | RE          | Ille-et-Vilaine (5e)                   | 2017              | oui              | oui     |
| Nicole Le Peih                 |       | RE          | Morbihan (3e)                          | 2017              | oui              | oui     |
| Marine Le Pen                  |       | RN          | Pas-de-Calais (11e)                    | 2017              | oui              | oui     |
| Fabrice Le Vigoureux           |       | RE          | Calvados (1re)                         | 2017              | non              | -       |
| Antoine Léaument               |       | LFI         | Essonne (10e)                          | 2022              | oui              | oui     |
| Karine Lebon                   |       | PLR         | La Réunion (2e)                        | 2020              | oui              | oui     |
| Élise Leboucher                |       | LFI         | Sarthe (4e)                            | 2022              | oui              | oui     |
| Pascal Lecamp                  |       | MoDem       | Vienne (3e)                            | 2022              | oui              | oui     |
| Julie Lechanteux               |       | RN          | Var (5e)                               | 2022              | oui              | oui     |
| Jean-Paul Lecoq                |       | PCF         | Seine-Maritime (8e)                    | 2007              | oui              | oui     |
| Vincent Ledoux                 |       | RE          | Nord (10e)                             | 2016              | oui (suppléant)  | oui     |
| Charlotte Leduc                |       | LFI         | Moselle (3e)                           | 2022              | oui              | non     |
| Mathieu Lefèvre                |       | RE          | Val-de-Marne (5e)                      | 2022              | oui              | oui     |
| Jérôme Legavre                 |       | POI         | Seine-Saint-Denis (12e)                | 2022              | oui              | oui     |
| Sarah Legrain                  |       | LFI         | Paris (16e)                            | 2022              | oui              | oui     |
| Gisèle Lelouis                 |       | RN          | Bouches-du-Rhône (3e)                  | 2022              | oui              | oui     |
| Didier Lemaire                 |       | HOR         | Haut-Rhin (3e)                         | 2022              | oui              | oui     |
| Patricia Lemoine               |       | Agir        | Seine-et-Marne (5e)                    | 2018              | oui (suppléante) | oui     |
| Stéphane Lenormand             |       | AD          | Saint-Pierre-et-Miquelon (1re)         | 2022              | oui              | oui     |
| Hervé de Lépinau               |       | RN          | Vaucluse (3e)                          | 2022              | oui              | oui     |
| Murielle Lepvraud              |       | LFI         | Côtes-d'Armor (4e)                     | 2022              | oui              | oui     |
| Gérard Leseul                  |       | PS          | Seine-Maritime (5e)                    | 2020              | oui              | oui     |
| Katiana Levavasseur            |       | RN          | Eure (2e)                              | 2022              | oui              | oui     |
| Delphine Lingemann             |       | MoDem       | Puy-de-Dôme (4e)                       | 2022              | oui              | oui     |
| Brigitte Liso                  |       | RE          | Nord (4e)                              | 2017              | oui              | oui     |
| Christine Loir                 |       | RN          | Eure (1re)                             | 2022              | oui              | oui     |
| Aurélien Lopez-Liguori         |       | RN          | Hérault (7e)                           | 2022              | oui              | oui     |
| Marie-France Lorho             |       | EXD         | Vaucluse (4e)                          | 2017              | oui              | oui     |
| Philippe Lottiaux              |       | RN          | Var (4e)                               | 2022              | oui              | oui     |
| Alexandre Loubet               |       | RN          | Moselle (7e)                           | 2022              | oui              | oui     |
| Véronique Louwagie             |       | LR          | Orne (2e)                              | 2012              | oui              | oui     |
| Jean-François Lovisolo         |       | RE          | Vaucluse (5e)                          | 2022              | non              | -       |
| Benjamin Lucas                 |       | G.s         | Yvelines (8e)                          | 2022              | oui              | oui     |
| Aude Luquet                    |       | MoDem       | Seine-et-Marne (1re)                   | 2017              | oui              | non     |
| Lise Magnier                   |       | HOR         | Marne (4e)                             | 2022              | oui              | oui     |
| Sylvain Maillard               |       | RE          | Paris (1re)                            | 2017              | oui              | oui     |
| Laurence Maillart-Méhaignerie  |       | RE          | Ille-et-Vilaine (2e)                   | 2017              | oui              | non     |
| Frédéric Maillot               |       | PLR         | La Réunion (6e)                        | 2022              | oui              | oui     |
| Emmanuel Mandon                |       | MoDem       | Loire (3e)                             | 2022              | oui              | oui     |
| Emmanuel Maquet                |       | LR          | Somme (3e)                             | 2017              | oui              | non     |
| Jacqueline Maquet              |       | RE-TdP      | Pas-de-Calais (2e)                     | 2007              | non              | -       |
| Laurent Marcangeli             |       | HOR-CCB     | Corse-du-Sud (1re)                     | 2012              | oui              | oui     |
| Matthieu Marchio               |       | RN          | Nord (16e)                             | 2022              | oui              | oui     |
| Bastien Marchive               |       | PRV         | Deux-Sèvres (1re)                      | 2022              | oui              | oui     |
| Louis Margueritte              |       | RE          | Saône-et-Loire (5e)                    | 2022              | oui              | non     |
| Christophe Marion              |       | RE          | Loir-et-Cher (3e)                      | 2022              | oui              | oui     |
| Olivier Marleix                |       | LR          | Eure-et-Loir (2e)                      | 2012              | oui              | oui     |
| Sandra Marsaud                 |       | RE          | Charente (2e)                          | 2017              | oui              | oui     |
| Alexandra Martin               |       | LR          | Alpes-Maritimes (8e)                   | 2022              | oui              | oui     |
| Alexandra Martin               |       | RE          | Gironde (1re)                          | 2023              | oui (suppléante) | oui     |
| Didier Martin                  |       | RE          | Côte-d'Or (1re)                        | 2017              | oui              | non     |
| Élisa Martin                   |       | LFI         | Isère (3e)                             | 2022              | oui              | oui     |
| Pascale Martin                 |       | LFI         | Dordogne (1re)                         | 2022              | oui              | non     |
| Éric Martineau                 |       | MoDem       | Sarthe (3e)                            | 2022              | oui              | oui     |
| William Martinet               |       | LFI         | Yvelines (11e)                         | 2022              | oui              | non     |
| Michèle Martinez               |       | RN          | Pyrénées-Orientales (4e)               | 2022              | oui              | oui     |
| Denis Masséglia                |       | RE          | Maine-et-Loire (5e)                    | 2017              | oui              | oui     |
| Alexandra Masson               |       | RN          | Alpes-Maritimes (4e)                   | 2022              | oui              | oui     |
| Bryan Masson                   |       | RN          | Alpes-Maritimes (6e)                   | 2022              | oui              | oui     |
| Max Mathiasin                  |       | DVG         | Guadeloupe (3e)                        | 2017              | oui              | oui     |
| Frédéric Mathieu               |       | LFI         | Ille-et-Vilaine (1re)                  | 2022              | oui              | non     |
| Jean-Paul Mattei               |       | MoDem       | Pyrénées-Atlantiques (2e)              | 2017              | oui              | oui     |
| Damien Maudet                  |       | LFI         | Haute-Vienne (1re)                     | 2022              | oui              | oui     |
| Kévin Mauvieux                 |       | RN          | Eure (3e)                              | 2022              | oui              | oui     |
| Marianne Maximi                |       | LFI         | Puy-de-Dôme (1re)                      | 2022              | oui              | oui     |
| Stéphane Mazars                |       | RE          | Aveyron (1re)                          | 2017              | oui              | oui     |
| Nicolas Meizonnet              |       | RN          | Gard (2e)                              | 2020              | oui              | oui     |
| Graziella Melchior             |       | RE          | Finistère (5e)                         | 2017              | oui              | oui     |
| Joëlle Mélin                   |       | RN          | Bouches-du-Rhône (9e)                  | 2022              | oui              | oui     |
| Yaël Menache                   |       | RN          | Somme (5e)                             | 2022              | oui              | oui     |
| Thomas Ménagé                  |       | RN          | Loiret (4e)                            | 2022              | oui              | oui     |
| Emmanuelle Ménard              |       | EXD         | Hérault (6e)                           | 2017              | oui              | non     |
| Ludovic Mendes                 |       | RE          | Moselle (2e)                           | 2017              | oui              | oui     |
| Lysiane Métayer                |       | RE-TdP      | Morbihan (5e)                          | 2022              | oui              | non     |
| Sophie Mette                   |       | MoDem       | Gironde (9e)                           | 2017              | oui              | oui     |
| Nicolas Metzdorf               |       | RE-GNC      | Nouvelle-Calédonie (2e)                | 2022              | oui              | oui     |
| Frédérique Meunier             |       | LR          | Corrèze (2e)                           | 2017              | oui              | oui     |
| Manon Meunier                  |       | LFI         | Haute-Vienne (3e)                      | 2022              | oui              | oui     |
| Pierre Meurin                  |       | RN          | Gard (4e)                              | 2022              | oui              | oui     |
| Marjolaine Meynier-Millefert   |       | RE-TdP      | Isère (10e)                            | 2017              | oui              | non     |
| Paul Midy                      |       | RE          | Essonne (5e)                           | 2022              | oui              | oui     |
| Laure Miller                   |       | RE          | Marne (2e)                             | 2023              | oui              | oui     |
| Bruno Millienne                |       | MoDem       | Yvelines (9e)                          | 2017              | oui              | non     |
| Maxime Minot                   |       | LR          | Oise (7e)                              | 2017              | oui              | non     |
| Paul Molac                     |       | REG         | Morbihan (4e)                          | 2012              | oui              | oui     |
| Yannick Monnet                 |       | PCF         | Allier (1re)                           | 2022              | oui              | oui     |
| Véronique de Montchalin        |       | RE          | Eure-et-Loir (1re)                     | 2024              | non              | -       |
| Louise Morel                   |       | MoDem       | Bas-Rhin (6e)                          | 2022              | oui              | oui     |
| Pierre Morel-À-L'Huissier      |       | UDI         | Lozère (1re)                           | 2002              | oui              | non     |
| Benoît Mournet                 |       | RE          | Hautes-Pyrénées (2e)                   | 2022              | oui              | non     |
| Naïma Moutchou                 |       | HOR         | Val-d'Oise (4e)                        | 2017              | oui              | oui     |
| Serge Muller                   |       | RN          | Dordogne (2e)                          | 2022              | oui              | oui     |
| Marcellin Nadeau               |       | Péyi-A      | Martinique (2e)                        | 2022              | oui              | oui     |
| Christophe Naegelen            |       | DVD         | Vosges (3e)                            | 2017              | oui              | oui     |
| Philippe Naillet               |       | PS          | La Réunion (1re)                       | 2016              | oui              | oui     |
| Yannick Neuder                 |       | LR          | Isère (7e)                             | 2022              | oui              | oui     |
| Jean-Philippe Nilor            |       | Péyi-A      | Martinique (4e)                        | 2012              | oui              | oui     |
| Jérôme Nury                    |       | LR          | Orne (3e)                              | 2017              | oui              | oui     |
| Danièle Obono                  |       | LFI         | Paris (17e)                            | 2017              | oui              | oui     |
| Julien Odoul                   |       | RN          | Yonne (3e)                             | 2022              | oui              | oui     |
| Karl Olive                     |       | RE          | Yvelines (12e)                         | 2022              | oui              | oui     |
| Hubert Ott                     |       | MoDem       | Haut-Rhin (2e)                         | 2022              | oui              | oui     |
| Nathalie Oziol                 |       | LFI         | Hérault (2e)                           | 2022              | oui              | oui     |
| Nicolas Pacquot                |       | RE          | Doubs (3e)                             | 2022              | oui              | non     |
| Didier Padey                   |       | MoDem       | Savoie (1re)                           | 2024              | oui (suppléant)  | oui     |
| Jimmy Pahun                    |       | MoDem       | Morbihan (2e)                          | 2017              | oui              | oui     |
| Bertrand Pancher               |       | DVC         | Meuse (1re)                            | 2007              | oui              | non     |
| Laurent Panifous               |       | DVG         | Ariège (2e)                            | 2022              | oui              | oui     |
| Sophie Panonacle               |       | RE          | Gironde (8e)                           | 2017              | oui              | oui     |
| Astrid Panosyan-Bouvet         |       | RE          | Paris (4e)                             | 2022              | oui              | oui     |
| Mathilde Panot                 |       | LFI         | Val-de-Marne (10e)                     | 2017              | oui              | oui     |
| Didier Parakian                |       | RE          | Bouches-du-Rhône (1re)                 | 2023              | oui (suppléant)  | non     |
| Didier Paris                   |       | RE          | Côte-d'Or (5e)                         | 2017              | oui              | non     |
| Mathilde Paris                 |       | RN          | Loiret (3e)                            | 2022              | oui              | non     |
| Caroline Parmentier            |       | RN          | Pas-de-Calais (9e)                     | 2022              | oui              | oui     |
| Charlotte Parmentier-Lecocq    |       | RE          | Nord (6e)                              | 2017              | oui              | oui     |
| Francesca Pasquini             |       | EELV        | Hauts-de-Seine (2e)                    | 2022              | oui              | non     |
| Jérémie Patrier-Leitus         |       | HOR         | Calvados (3e)                          | 2022              | oui              | oui     |
| Éric Pauget                    |       | LR-SL       | Alpes-Maritimes (7e)                   | 2017              | oui              | oui     |
| Emmanuel Pellerin              |       | RE          | Hauts-de-Seine (9e)                    | 2022              | non              | -       |
| Isabelle Périgault             |       | LR          | Seine-et-Marne (4e)                    | 2022              | oui              | non     |
| Patrice Perrot                 |       | RE          | Nièvre (2e)                            | 2017              | non              | -       |
| Anne-Laurence Petel            |       | RE          | Bouches-du-Rhône (14e)                 | 2017              | oui              | non     |
| Christelle Petex-Levet         |       | LR          | Haute-Savoie (3e)                      | 2021              | oui              | oui     |
| Bertrand Petit                 |       | PS          | Pas-de-Calais (8e)                     | 2022              | oui              | non     |
| Frédéric Petit                 |       | MoDem       | Français de l'étranger (7e)            | 2017              | oui              | oui     |
| Maud Petit                     |       | MoDem       | Val-de-Marne (4e)                      | 2017              | oui              | oui     |
| Stéphane Peu                   |       | PCF         | Seine-Saint-Denis (2e)                 | 2017              | oui              | oui     |
| Michèle Peyron                 |       | RE-TdP      | Seine-et-Marne (9e)                    | 2017              | oui              | non     |
| Sébastien Peytavie             |       | G.s         | Dordogne (4e)                          | 2022              | oui              | oui     |
| Kévin Pfeffer                  |       | RN          | Moselle (6e)                           | 2022              | oui              | oui     |
| Anna Pic                       |       | PS          | Manche (4e)                            | 2022              | oui              | oui     |
| René Pilato                    |       | LFI         | Charente (1re)                         | 2023              | oui              | oui     |
| François Piquemal              |       | LFI         | Haute-Garonne (4e)                     | 2022              | oui              | oui     |
| Christine Pirès-Beaune         |       | PS          | Puy-de-Dôme (2e)                       | 2012              | oui              | oui     |
| Béatrice Piron                 |       | RE          | Yvelines (3e)                          | 2017              | oui              | oui     |
| Christophe Plassard            |       | HOR         | Charente-Maritime (5e)                 | 2022              | oui              | oui     |
| Marie Pochon                   |       | EÉLV        | Drôme (3e)                             | 2022              | oui              | oui     |
| Lisette Pollet                 |       | RN          | Drôme (2e)                             | 2022              | oui              | oui     |
| Jean-Pierre Pont               |       | RE          | Pas-de-Calais (5e)                     | 1993              | oui              | non     |
| Jean-François Portarrieu       |       | AC          | Haute-Garonne (5e)                     | 2017              | oui              | oui     |
| Thomas Portes                  |       | LFI         | Seine-Saint-Denis (3e)                 | 2022              | oui              | oui     |
| Alexandre Portier              |       | LR          | Rhône (9e)                             | 2022              | oui              | oui     |
| Dominique Potier               |       | PS          | Meurthe-et-Moselle (5e)                | 2012              | oui              | oui     |
| Josy Poueyto                   |       | MoDem       | Pyrénées-Atlantiques (1re)             | 2017              | oui              | oui     |
| Éric Poulliat                  |       | RE          | Gironde (6e)                           | 2017              | oui              | non     |
| Marie-Agnès Poussier-Winsback  |       | HOR         | Seine-Maritime (9e)                    | 2022              | oui              | oui     |
| Natalia Pouzyreff              |       | RE          | Yvelines (6e)                          | 2017              | oui              | oui     |
| Philippe Pradal                |       | HOR         | Alpes-Maritimes (3e)                   | 2022              | oui              | non     |
| Aurélien Pradié                |       | LR          | Lot (1re)                              | 2017              | oui              | oui     |
| Loïc Prud'homme                |       | LFI         | Gironde (3e)                           | 2017              | oui              | oui     |
| Adrien Quatennens              |       | LFI         | Nord (1re)                             | 2017              | non              | -       |
| Valérie Rabault                |       | PS          | Tarn-et-Garonne (1re)                  | 2012              | oui              | non     |
| Stéphane Rambaud               |       | RN          | Var (3e)                               | 2022              | oui              | oui     |
| Richard Ramos                  |       | MoDem       | Loiret (6e)                            | 2017              | oui              | oui     |
| Angélique Ranc                 |       | RN          | Aube (3e)                              | 2022              | oui              | oui     |
| Julien Rancoule                |       | RN          | Aude (3e)                              | 2022              | oui              | oui     |
| Jean-Hugues Ratenon            |       | LFI-RÉ974   | La Réunion (5e)                        | 2017              | oui              | oui     |
| Isabelle Rauch                 |       | HOR-RE      | Moselle (9e)                           | 2017              | oui              | oui     |
| Jean-Claude Raux               |       | EELV        | Loire-Atlantique (6e)                  | 2022              | oui              | oui     |
| Nicolas Ray                    |       | LR          | Allier (3e)                            | 2022              | oui              | oui     |
| Rémy Rebeyrotte                |       | RE-TdP      | Saône-et-Loire (3e)                    | 2017              | oui              | non     |
| Robin Reda                     |       | RE          | Essonne (7e)                           | 2017              | oui              | non     |
| Sandra Regol                   |       | EELV        | Bas-Rhin (1re)                         | 2022              | oui              | oui     |
| Mereana Reid Arbelot           |       | app. Tavini | Polynésie française (3e)               | 2023              | oui              | oui     |
| Cécile Rilhac                  |       | RE-EC       | Val-d'Oise (3e)                        | 2017              | oui              | non     |
| Davy Rimane                    |       | DVG         | Guyane (2e)                            | 2022              | oui              | oui     |
| Véronique Riotton              |       | RE          | Haute-Savoie (1re)                     | 2017              | oui              | oui     |
| Stéphanie Rist                 |       | RE          | Loiret (1re)                           | 2017              | oui              | oui     |
| Marie-Pierre Rixain            |       | RE          | Essonne (4e)                           | 2017              | oui              | oui     |
| Laurence Robert-Dehault        |       | RN          | Haute-Marne (2e)                       | 2022              | oui              | oui     |
| Charles Rodwell                |       | Agir        | Yvelines (1re)                         | 2022              | oui              | oui     |
| Vincent Rolland                |       | LR          | Savoie (2e)                            | 2002              | oui              | oui     |
| Sébastien Rome                 |       | LFI         | Hérault (4e)                           | 2022              | oui              | non     |
| Xavier Roseren                 |       | RE          | Haute-Savoie (6e)                      | 2017              | oui              | oui     |
| Claudia Rouaux                 |       | PS          | Ille-et-Vilaine (3e)                   | 2020              | oui              | oui     |
| Béatrice Roullaud              |       | RN          | Seine-et-Marne (6e)                    | 2022              | oui              | oui     |
| Sandrine Rousseau              |       | EELV        | Paris (9e)                             | 2022              | oui              | oui     |
| Fabien Roussel                 |       | PCF         | Nord (20e)                             | 2017              | oui              | non     |
| Jean-François Rousset          |       | RE          | Aveyron (3e)                           | 2022              | oui              | oui     |
| Lionel Royer-Perreaut          |       | DVD         | Bouches-du-Rhône (6e)                  | 2022              | oui              | non     |
| Thomas Rudigoz                 |       | RE          | Rhône (1re)                            | 2017              | oui              | non     |
| François Ruffin                |       | LFI-PD      | Somme (1re)                            | 2017              | oui              | oui     |
| Anaïs Sabatini                 |       | RN          | Pyrénées-Orientales (2e)               | 2022              | oui              | oui     |
| Alexandre Sabatou              |       | RN          | Oise (3e)                              | 2022              | oui              | oui     |
| Benjamin Saint-Huile           |       | DVG         | Nord (3e)                              | 2022              | oui              | non     |
| Laetitia Saint-Paul            |       | RE          | Maine-et-Loire (4e)                    | 2017              | oui              | oui     |
| Aurélien Saintoul              |       | LFI         | Hauts-de-Seine (11e)                   | 2022              | oui              | oui     |
| Michel Sala                    |       | LFI         | Gard (5e)                              | 2022              | oui              | non     |
| Émeric Salmon                  |       | RN          | Haute-Saône (2e)                       | 2022              | oui              | oui     |
| Nicolas Sansu                  |       | PCF         | Cher (2e)                              | 2012              | oui              | oui     |
| Isabelle Santiago              |       | PS          | Val-de-Marne (9e)                      | 2020              | oui              | oui     |
| Éva Sas                        |       | EELV        | Paris (8e)                             | 2012              | oui              | oui     |
| Hervé Saulignac                |       | PS          | Ardèche (1re)                          | 2017              | oui              | oui     |
| Raphaël Schellenberger         |       | LR          | Haut-Rhin (4e)                         | 2017              | oui              | oui     |
| Philippe Schreck               |       | RN          | Var (8e)                               | 2022              | oui              | oui     |
| Sabrina Sebaihi                |       | EELV        | Hauts-de-Seine (4e)                    | 2022              | oui              | oui     |
| Vincent Seitlinger             |       | LR          | Moselle (5e)                           | 2022              | oui              | non     |
| Mikaele Seo                    |       | RE          | Wallis-et-Futuna                       | 2022              | oui              | oui     |
| Nathalie Serre                 |       | LR          | Rhône (8e)                             | 2020              | oui              | non     |
| Olivier Serva                  |       | GUSR        | Guadeloupe (1re)                       | 2017              | oui              | oui     |
| Danielle Simonnet              |       | LFI         | Paris (15e)                            | 2022              | oui              | oui     |
| Charles Sitzenstuhl            |       | Agir        | Bas-Rhin (5e)                          | 2022              | oui              | oui     |
| Philippe Sorez                 |       | TdP         | Hérault (1re)                          | 2022              | oui (suppléant)  | non     |
| Bertrand Sorre                 |       | RE          | Manche (2e)                            | 2017              | oui              | oui     |
| Ersilia Soudais                |       | LFI         | Seine-et-Marne (7e)                    | 2022              | oui              | oui     |
| Violette Spillebout            |       | RE          | Nord (9e)                              | 2022              | oui              | oui     |
| Anne Stambach-Terrenoir        |       | LFI         | Haute-Garonne (2e)                     | 2022              | oui              | oui     |
| Bruno Studer                   |       | RE          | Bas-Rhin (3e)                          | 2017              | oui              | non     |
| Michèle Tabarot                |       | LR          | Alpes-Maritimes (9e)                   | 2002              | oui              | oui     |
| Aurélien Taché                 |       | EELV        | Val-d'Oise (10e)                       | 2017              | oui              | oui     |
| Emmanuel Taché de La Pagerie   |       | RN          | Bouches-du-Rhône (16e)                 | 2022              | oui              | oui     |
| Sophie Taillé-Polian           |       | G.s         | Val-de-Marne (11e)                     | 2022              | oui              | oui     |
| Jean-Pierre Taite              |       | LR          | Loire (6e)                             | 2022              | oui              | oui     |
| Jean-Philippe Tanguy           |       | RN          | Somme (4e)                             | 2022              | oui              | oui     |
| Liliana Tanguy                 |       | RE          | Finistère (7e)                         | 2017              | oui              | oui     |
| Sarah Tanzilli                 |       | RE          | Rhône (13e)                            | 2022              | oui              | non     |
| David Taupiac                  |       | DVG         | Gers (2e)                              | 2022              | oui              | oui     |
| Andrée Taurinya                |       | LFI         | Loire (2e)                             | 2022              | oui              | oui     |
| Matthias Tavel                 |       | LFI         | Loire-Atlantique (8e)                  | 2022              | oui              | oui     |
| Michaël Taverne                |       | RN          | Nord (12e)                             | 2022              | oui              | oui     |
| Jean-Marc Tellier              |       | PCF         | Pas-de-Calais (3e)                     | 2022              | oui              | non     |
| Jean Terlier                   |       | RE          | Tarn (3e)                              | 2017              | oui              | oui     |
| Vincent Thiébaut               |       | HOR-RE      | Bas-Rhin (9e)                          | 2017              | oui              | oui     |
| Jean-Louis Thiériot            |       | LR          | Seine-et-Marne (3e)                    | 2018              | oui              | oui     |
| Nicolas Thierry                |       | EELV        | Gironde (2e)                           | 2022              | oui              | oui     |
| Sabine Thillaye                |       | MoDem       | Indre-et-Loire (5e)                    | 2017              | oui              | oui     |
| Mélanie Thomin                 |       | PS          | Finistère (6e)                         | 2022              | oui              | oui     |
| Huguette Tiegna                |       | RE          | Lot (2e)                               | 2017              | oui              | non     |
| Lionel Tivoli                  |       | RN          | Alpes-Maritimes (2e)                   | 2022              | oui              | oui     |
| Stéphane Travert               |       | RE          | Manche (3e)                            | 2012              | oui              | oui     |
| Aurélie Trouvé                 |       | LFI         | Seine-Saint-Denis (9e)                 | 2022              | oui              | oui     |
| Nicolas Turquois               |       | MoDem       | Vienne (4e)                            | 2017              | oui              | oui     |
| Cécile Untermaier              |       | PS          | Saône-et-Loire (4e)                    | 2012              | oui              | non     |
| David Valence                  |       | PRV         | Vosges (2e)                            | 2022              | oui              | non     |
| Isabelle Valentin              |       | LR          | Haute-Loire (1re)                      | 2017              | non              | -       |
| Boris Vallaud                  |       | PS          | Landes (3e)                            | 2017              | oui              | oui     |
| Paul Vannier                   |       | LFI-PG      | Val-d'Oise (5e)                        | 2022              | oui              | oui     |
| Pierre Vatin                   |       | LR          | Oise (5e)                              | 2017              | oui              | non     |
| Olivier Véran                  |       | RE          | Isère (1re)                            | 2012              | oui              | non     |
| Antoine Vermorel-Marques       |       | LR          | Loire (5e)                             | 2022              | oui              | oui     |
| Laurence Vichnievsky           |       | MoDem       | Puy-de-Dôme (3e)                       | 2017              | oui              | non     |
| Roger Vicot                    |       | PS          | Nord (11e)                             | 2022              | oui              | oui     |
| Annie Vidal                    |       | RE          | Seine-Maritime (2e)                    | 2017              | oui              | oui     |
| Jean-Pierre Vigier             |       | LR          | Haute-Loire (2e)                       | 2012              | oui              | oui     |
| Philippe Vigier                |       | MoDem       | Eure-et-Loir (4e)                      | 2007              | oui              | oui     |
| Patrick Vignal                 |       | RE          | Hérault (9e)                           | 2012              | oui              | non     |
| Corinne Vignon                 |       | RE          | Haute-Garonne (3e)                     | 2017              | oui              | oui     |
| Juliette Vilgrain              |       | HOR         | Seine-et-Marne (2e)                    | 2024              | oui (suppléante) | oui     |
| Antoine Villedieu              |       | RN          | Haute-Saône (1re)                      | 2022              | oui              | oui     |
| André Villiers                 |       | HOR         | Yonne (2e)                             | 2017              | oui              | non     |
| Alexandre Vincendet            |       | LR          | Rhône (7e)                             | 2022              | oui              | non     |
| Anne-Cécile Violland           |       | HOR         | Haute-Savoie (5e)                      | 2022              | oui              | oui     |
| Stéphane Viry                  |       | LR          | Vosges (1re)                           | 2017              | oui              | oui     |
| Stéphane Vojetta               |       | DVC         | Français de l'étranger (5e)            | 2021              | oui              | oui     |
| Lionel Vuibert                 |       | Agir        | Ardennes (1re)                         | 2022              | oui              | non     |
| Guillaume Vuilletet            |       | RE          | Val-d'Oise (2e)                        | 2017              | oui              | non     |
| Léo Walter                     |       | LFI         | Alpes-de-Haute-Provence (2e)           | 2022              | oui              | non     |
| Jean-Luc Warsmann              |       | DVD         | Ardennes (3e)                          | 1995              | oui              | oui     |
| Christopher Weissberg          |       | RE          | Français de l'étranger (1re)           | 2022              | oui (suppléant)  | oui     |
| Jiovanny William               |       | DVG         | Martinique (1re)                       | 2022              | oui              | oui     |
| Éric Woerth                    |       | DVD         | Oise (4e)                              | 2002              | oui              | oui     |
| Caroline Yadan                 |       | RE          | Paris (3e)                             | 2022              | oui              | oui     |
| Estelle Youssouffa             |       | DVD         | Mayotte (1re)                          | 2022              | oui              | oui     |
| Jean-Marc Zulesi               |       | RE          | Bouches-du-Rhône (8e)                  | 2017              | oui              | non     |